# Ciro Cafforio
Ciro Cafforio (Grottaglie, 20 maggio 1887 – Grottaglie, 12 luglio 1963) è stato un giornalista e archeologo italiano.
Attivo tra la provincia di Taranto e quella di Brindisi. Nel 1961 fu insignito della medaglia d'oro per la Pubblica istruzione. 

## Studi
Nella prima metà del XX secolo ha formulato teorie relative alla presenza in età preistorica degli Arii e di discendenti di Liguri nel territorio del sito archeologico di Pezza Petrosa  identificando un insediamento prima tarantino e poi romano. Nel 1961 ha ipotizzato una presenza di ebrei in età altomedievale nel territorio del Fullonese. Ha studiato da punto di vista archeologico i siti appartenenti alle città di Grottaglie e Villa Castelli. Le sue ipotesi spesso prive di adeguata dimostrazione e fonti sono oggi considerate superate.

## Opere principali
- Aspetti della prima mostra d'arte sacra - L'ostensorio della Collegiata di Grottaglie, Taranto, 1937.
- Preistoria di Rudia tarentina - Contributo alla carta archeologica del Salento, Taranto, 1938.
- Santa Maria Mutata nell'ex feudo di San Vittore della Mensa Arcivescovile di Taranto, Taranto, 1954.
- Riggio casale disabitato nel territorio di Grottaglie, Taranto, 1961.
- La Lama del Fullonese sobborgo medievale di Grottaglie, Taranto, 1961.

## Onorificenze
- Medaglia d'oro per Benemeritanza nella Pubblica Istruzione.